# La Mariquita
La Mariquita est un film muet français réalisé par Henri Fescourt, tourné en 1913 et sorti en 1914.
- Le film est composé de cinq parties et 60 tableaux[1] :

1. L'Orpheline
2. Les années passèrent
3. Au Cap, à l'assaut de l'or
4. Revanche

## Fiche technique
- Réalisation : Henri Fescourt
- Pays de production: France
- Format : Noir et blanc  — film muet
- Métrage : 1 978 m en 1913
- Genre : Court métrage dramatique
- Date de sortie :  
  - France : 2 janvier 1914 [2]; 6 février 1914[1] à Royal, Saint-Étienne

## Distribution
- Gaston Modot
- Sylvette Fillacier
- Armand Dutertre
- Laurent Morlas

## À noter
- La projection du film était interrompue après la fin de la deuxième partie par un entracte puis on projetait les trois dernières parties du films[1].